# エノキグサ
エノキグサ（榎草、学名：Acalypha australis L. ）は、トウダイグサ科の草本で、普通に見られる雑草である。葉はエノキに似て、花序の基部に雌花を包んで編み笠様の苞葉があるのが特徴。

## 特徴
直立する一年生の草本。茎は下部から中部で枝を出し、高さ12 - 75 cmになる。葉は茎に互生し、長楕円形から広披針形。葉の大きさは長さ3 - 8cm、幅1.5 - 3.5 cm。先端は尖り、基部は丸くなっている。葉の縁は粗くて先端の尖らない鋸歯が並び、葉の表面には伏した毛がまばらにあり、裏面では葉脈の上に毛がある。葉脈はは3行脈、つまり主脈の基部近くから他よりはっきりした側脈が左右に1本ずつ出るために全体としては3本の葉脈が時に目立つ形、あるいは5行脈である。葉柄は長さ1 - 4 cm。托葉は披針形で長さ約1.5 mm。
花期は8 - 10月で、葉腋から1 - 5個がつく。まず雄花が穂状に着き、その基部に総苞に包まれた雌花がついている。花序は長さ1 - 2 cm。雄花の雄しべの色が淡紅色なので花穂全体も赤っぽい色に見える。雄花は小さく、外に花被片があり、これには萼と花弁の区別がない。その内側におしべが内外に4本ずつ、計8本ある。花被はつぼみの時には壺型で開花時に4つに裂ける。この裂け方は外側列の雄しべ4本と互い違いになる位置に当たる。雄しべの花糸は互いに離れており、約はそれぞれ背き合うようにつく。雌花では花被は3つに深く裂け、瓦重ねの形で雌しべを包む。花被片は卵形で先端が尖っており、腺体が一面につき、表面には柔らかい毛がある。子房は球形で3室となっており、外面には細かなこぶが一面にあり、また柔らかい毛が密生している。花柱は3本に根本まで分かれ、それぞれ背き合うように出ている。蒴果は球形で3室に対応して3本の深い溝が縦に入る。その基部にある総苞は三角状卵形で果実の時期には径10 - 15 mmほどとなり、二つ折り状になって中に果実を包む。
なお、雄花は雄しべを抱えたままで散り、すると基部にある雌花を抱えた苞葉の上に落ちて溜まり、そこで雌花に直接に花粉を渡して受粉させるともいう。

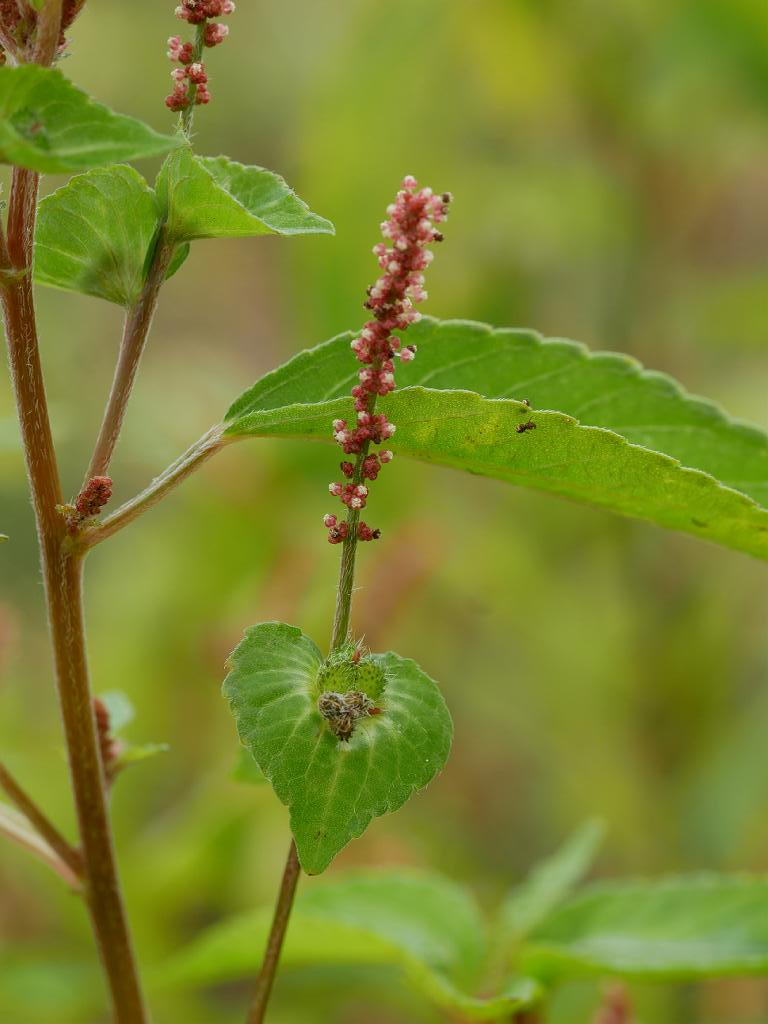
花序の全体像
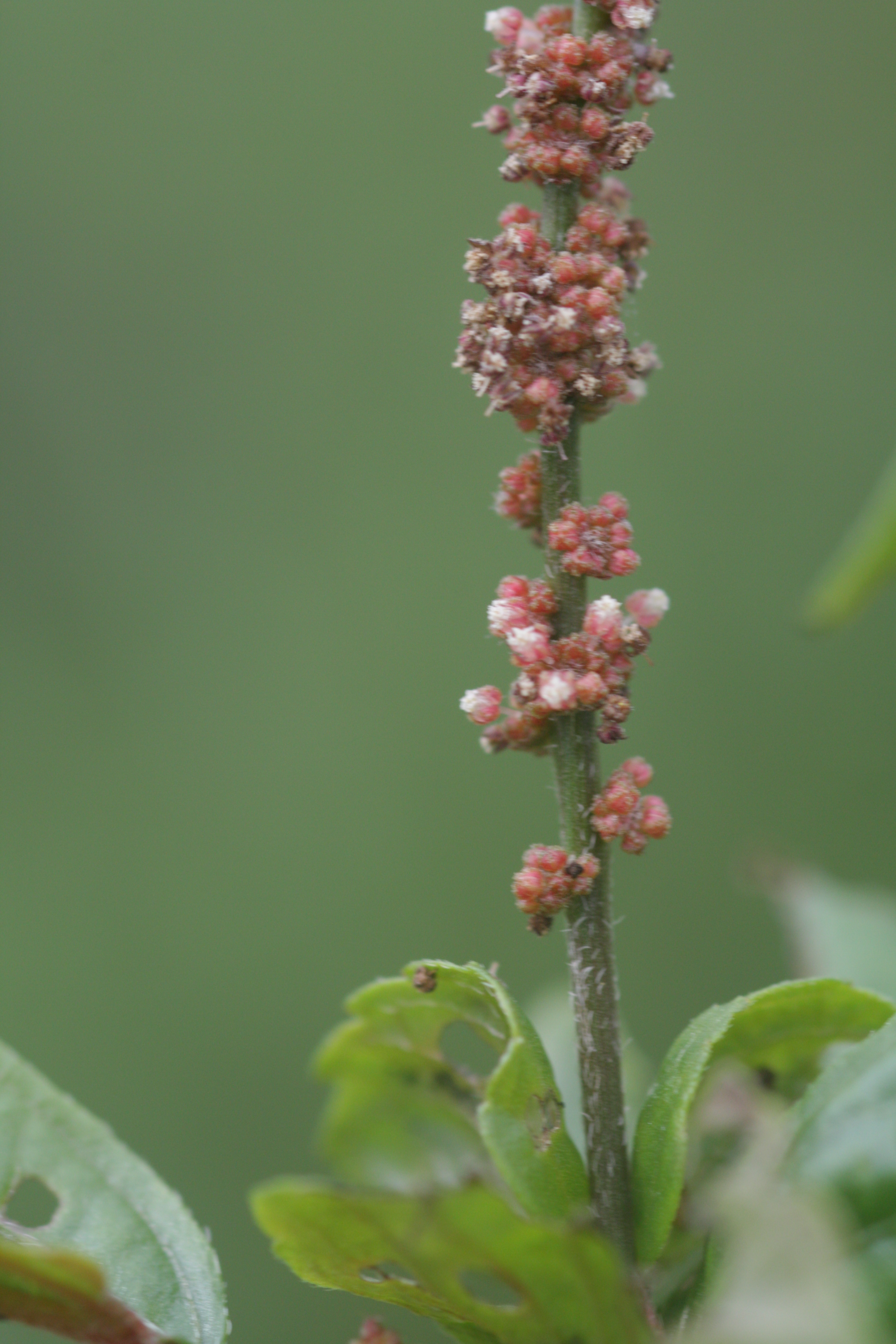
雄花の拡大像
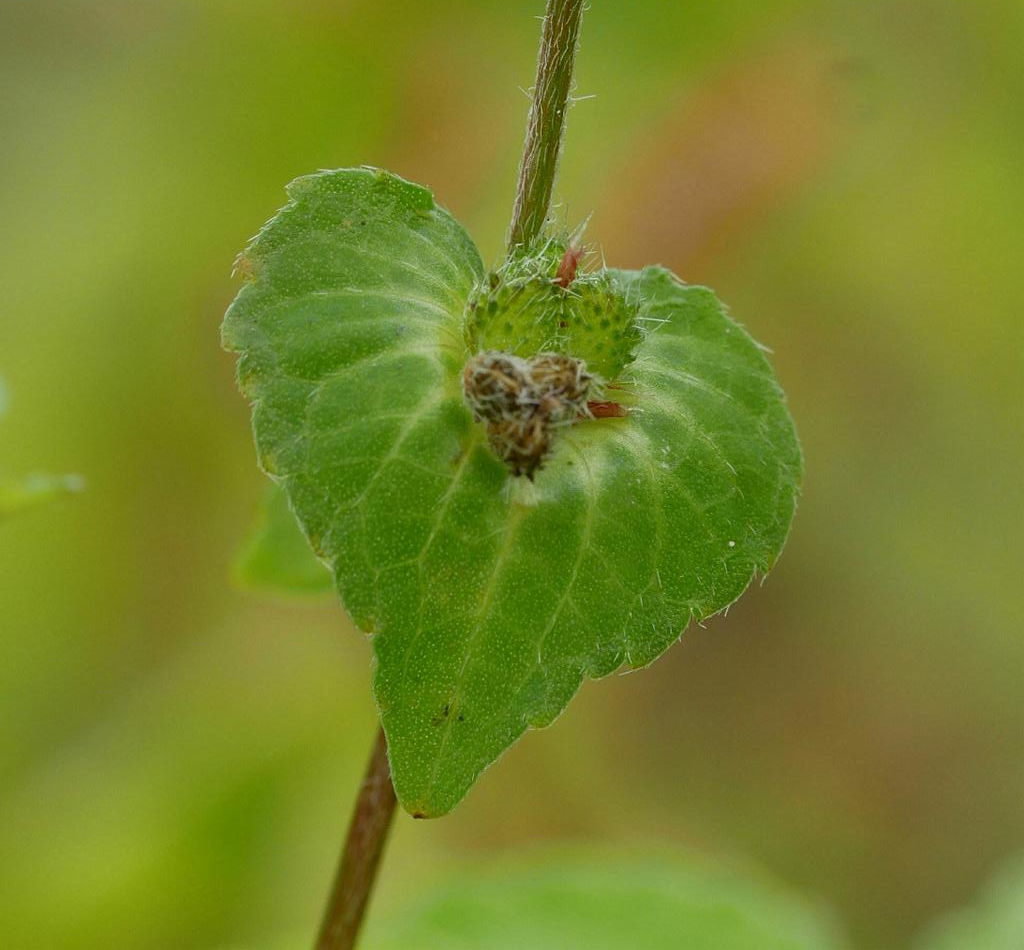
雌花の拡大像

和名は葉がエノキに似ていることにより、別名のアミガサソウは花序の基部にある苞葉が二つ折りになっている様子が農家の編み笠に似ているためである。
ではどれくらいエノキの葉と似ているかというと、エノキの葉は広楕円形から広卵状楕円形、長さ4 - 9 cm、先端は急に丸みを持ちその先で急に突き出して尖り、基部は広いくさび形で左右不相称、小波状の鋸歯が縁にあり、若葉では両面に短く縮んだ毛が多く、3行脈がはっきりしており、葉脈は葉裏に突き出るとあり、大きさから全体の形や3行脈、波状に見える鋸歯、表面に毛があることなど確かに共通点は多い。長田(1985)はその中でも特に3行脈である点を取り上げて似た点としている。

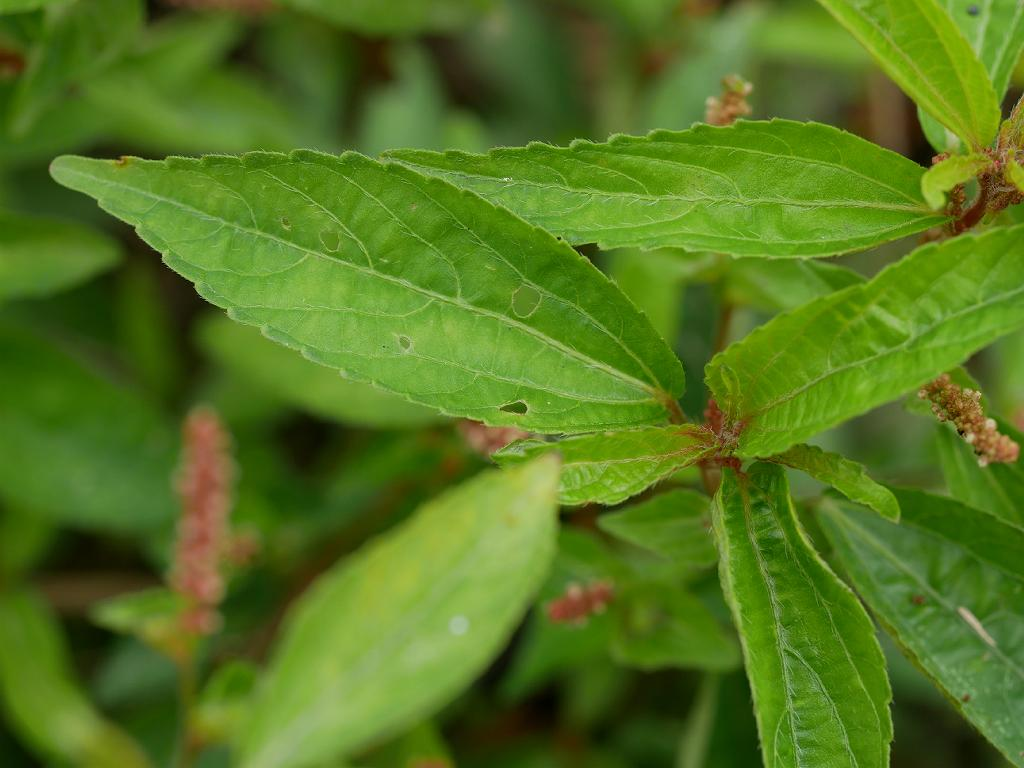
本種の葉
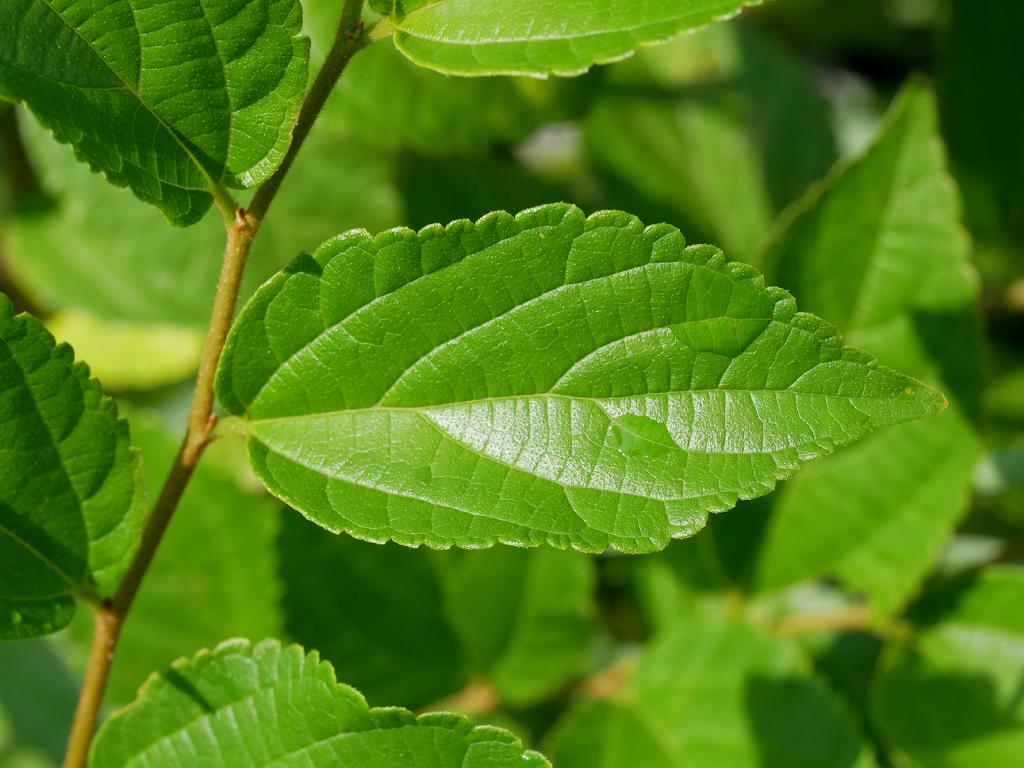
エノキの葉

## 分布と生育環境
日本では北海道から琉球まで、国外ではアジア大陸東部に分布がある。
平地の道ばたや畑などに普通に見られる。

## 類似種など
本種の属するエノキグサ属は熱帯を中心に400種ほどがあり、中にはベニヒモノキ（A. hispida）など観賞用に栽培されるものもあるが、日本には本種の他にはキダチアミガサソウ（A. indica）が琉球列島の大東島に知られるだけである。これは高さ50-70cmほどになるもので、花序の基部の苞葉がより多くて7枚までつき、また茎の株は木質化する。この種については初島(1975)などは在来種のように扱っているが、大橋他編(2016)は帰化種扱いしている様子である。またもう1種ヒメキダチアミガサソウ（A. gracilens）が近年帰化種として千葉で記録されており、この種は花序の柄が短くて基部の苞葉が密集して着いている。
なお、葉の細いものを変種のホソバエノキグサ（var. lanceolata）として区別し、四国と台湾に分布するとする説もあるが、北村、村田(1994)や大橋他編(2016)はこれを取り上げておらず、YListもこれを取り上げていない。代わりに北村、村田(1994)は開出毛の多いものを品種として区別してビロウドエノキグサ（form. velutina）とする説を取り上げているが、大橋他編(2016)はこれも取り上げていない。

## 利害
ごくありふれた植物でよく繁茂する雑草であるが、それ以上の害も利益も聞かない。